# ناحیه کاسنوویا، میشیگان
ناحیه کاسنوویا (به انگلیسی: Casnovia Township) یک منطقهٔ مسکونی در ایالات متحده آمریکا است که در شهرستان موسکگون، میشیگان واقع شده‌است.
 ناحیه کاسنوویا ۹۲٫۷ کیلومتر مربع مساحت و ۲٬۸۰۵ نفر جمعیت دارد و ۲۷۰ متر بالاتر از سطح دریا واقع شده‌است.